# Новый Вокзал
Но́вый Вокза́л — посёлок в Кочковском районе Новосибирской области России. Входит в состав Жуланского сельсовета.

## География
Площадь посёлка — 43 гектара.

## История
Основан в 1926 году. По переписи 1926 года в посёлке проживало 238 человек, в том числе 106 мужчин и 132 женщины, основное население — русские. В 1928 году состоял из 44 хозяйств. В административном отношении посёлок входил в состав Жуланского сельсовета Кочковского района Каменского округа Сибирского края.

## Население
| 2002 | 2007 | 2010 |
| ---- | ---- | ---- |
| 29   | ↘24  | ↘14  |

## Инфраструктура
В посёлке по данным на 2007 год отсутствует социальная инфраструктура.